# Carl Weisgerber
Carl Weisgerber (* 25. Oktober 1891 in Ahrweiler; † 22. Februar 1968 in Düsseldorf) war ein deutscher Landschafts- und Tiermaler der Düsseldorfer Schule.

## Leben
Carl Weisgerber wurde 1891 im durch Weinbau und Tourismus geprägten Städtchen Ahrweiler im Ahrtal als viertes Kind der Eheleute Carl Hubert und Elisabeth Weisgerber geboren. Carl Weisgerber wuchs in Ahrweiler mit seinen vier Geschwistern Maria, Anna, Elisabeth und Wilhelm in der Niederhutstraße 23 auf. Ein weiterer Bruder Heinrich Weisgerber war bei der Geburt 1887 verstorben.
Die Familie Weisgerber besaß in Ahrweiler ein Polster- und Sattlergeschäft, in dem alle Weisgerber-Kinder und damit auch der junge Carl mithelfen mussten. Schon früh zeigte sich nach mündlichen Berichten der Familie die künstlerische Begabung Carls. Gefördert durch die Leidenschaft des Vaters Carl Hubert für das Laientheater begann er als Kulissenmaler die Theaterbühnen zu illustrieren, daneben verbrachte er seine Freizeit mit Jägern und Förstern im Wald und auf der Jagd. Er begann Tiere zu präparieren und zu zeichnen, blieb aber im elterlichen Handwerkerbetrieb. Gouachen und Pastelle mit Ahrtal- und Ahrweiler-Motiven aus dieser Zeit sind erhalten.
Im Alter von 26 oder 27 Jahren wurde Willy Spatz auf das junge Talent aufmerksam. Ermuntert und gefördert von Spatz bewarb sich Weisgerber 1918 an der Kunstakademie Düsseldorf. Am 4. Januar 1919 war er in Düsseldorf erstmals gemeldet. Weisberger studierte in der Landschaftsklasse von Max Clarenbach an der Düsseldorfer Akademie. Später wechselte er zur Tiermalerei in die Klasse von Julius Paul Junghanns. Sein Studium beendete Weisgerber wahrscheinlich 1922/1923. Eine lebenslange Freundschaft verband ihn mit dem Tiermaler Georg Wolf, der ebenfalls bei Junghanns studiert hatte.
Am 7. Februar 1924 heiratete er in Düsseldorf die aus Oberwesel-St. Goar stammende Amalie Mathilde Hirsch. 1927 wurde der einzige Sohn des Ehepaares geboren. Weisgerber verbrachte sein ganzes Künstlerleben in Düsseldorf, unterbrochen von Aufenthalten im Ahrtal, in der Eifel und in der Umgebung von Adenau sowie Reisen nach Holland, Ostfriesland, Schweden, Tirol und in das damalige Jugoslawien.
Weisgerber zählt zu den Künstlern, die an den Ausstellungen des Jungen Rheinlandes, der Rheingruppe und der Rheinischen Sezession beteiligt waren, und war Mitglied im Verein der Düsseldorfer Künstler. Weisgerber war von 1938 bis 1944 auf allen Großen Deutschen Kunstausstellungen in München mit Gemälden vertreten, die dem Geschmack der NS-Zeit entsprachen. Hitler erwarb 1938 die Ölgemälde „Jagdbeute“  und „Hühnerhof“, 1939 „Frühlingslandschaft im Düsseldorfer Hofgarten“ und 1940 „Wintertag am Niederrhein“. 1944 kaufte der NS-Führer Martin Bormann sein Werk „Landzirkus“.
Weisgerber wurde auf dem Friedhof in Düsseldorf-Heerdt beerdigt.

## Ausstellungen
Gruppenausstellungen
- Die Westfront. 1933, Essen (mit Otto Pankok, Heinrich Nauen, Peter August Böckstiegel, August Macke, Franz Marc und Wilhelm Lehmbruck, Schirmherrschaft und Besichtigung durch Joseph Goebbels)[7]
- 1943: Ausstellung „Junge Kunst im Deutschen Reich“ im Wiener Künstlerhaus
- Herbert Griebitz / Carl Weisgerber. 30. November 1964 bis 24. Januar 1965, Kunstverein für die Rheinlande und Westfalen, Kunsthalle Düsseldorf[8]

## Auszeichnungen
- 1940: Cornelius-Preis der Stadt Düsseldorf